# Protoneura aurantiaca
Protoneura aurantiaca – gatunek ważki z rodziny łątkowatych (Coenagrionidae). Występuje w Meksyku oraz Ameryce Centralnej.